# Neoplan Airliner
Neoplan Airliner, Neoplan Flughafenbus — перронный  автобус немецкого производства, серийно производится в Штутгарте с 1977 года.  Эти автобусы отличаются огромной шириной 2,7 или 3,2 метра и повышенной вместимостью за счет уменьшения до минимума сидячих мест (15-30 штук).
Автобусы низкопольные, что позволяет перевозить в них крупногабаритные колесные клади. Имеет изогнутое вперед лобовое стекло, стеклоочистители расположены друг над другом. На крыше установлена мигалка, которая включается при полной загрузке автобуса. Автобус двухосный, однако под боковой «юбкой» автобуса колес почти не видно, а двери расположены лишь в средней части автобуса (иногда одни из них сзади с правой стороны). Также автобус имеет огромное заднее стекло; благодаря этим приметам автобус сильно напоминает вагон метро. 
Текущий модельный ряд насчитывает 5 основных модификаций:N 9112 K, N 9112, N 9112 L, N 9122, N 9122 L.
По пассажировместимости из четырех модификаций автобусов всех обгоняет N 9122 L — 136 человек, он же и является в свою очередь самым длинным — его длина составляет 14,72 метра.

## Технические характеристики

### N 9112 K
| Модель                                      | Neoplan Airliner N 9112 K |
| Габаритные размеры, длина / ширина / высота | 11946/2750/3000           |
| Колёсная база, мм                           | 5436                      |
| Клиренс, мм                                 | 120                       |
| Общая пассажировместимость, чел             | 80                        |
| Двигатель, название                         | MAN D0836 LOH             |
| Система контроля за выбросами, тип          | Евро-3                    |
| Мощность, кВт / л.с.                        | 162/220                   |
| Максимальная скорость, км / ч               | 120                       |

### N 9112
| Модель                                      | Neoplan Airliner N 9112 |
| Габаритные размеры, длина / ширина / высота | 13283/2750/3000         |
| Колёсная база, мм                           | 6773                    |
| Клиренс, мм                                 | 122                     |
| Общая пассажировместимость, чел             | 95                      |
| Двигатель, название                         | MAN D0836 LOH           |
| Система контроля за выбросами, тип          | Евро-3                  |
| Мощность, кВт / л.с.                        | 162/220                 |
| Максимальная скорость, км / ч               | 110                     |

### N 9112 L
| Модель                                      | Neoplan Airliner N 9112 L |
| Габаритные размеры, длина / ширина / высота | 14720/2750/3000           |
| Колёсная база, мм                           | 8210                      |
| Клиренс, мм                                 | 122                       |
| Общая пассажировместимость, чел             | 112                       |
| Двигатель, название                         | MAN D0836 LOH             |
| Система контроля за выбросами, тип          | Евро-3                    |
| Мощность, кВт / л.с.                        | 162/220                   |
| Максимальная скорость, км / ч               | 105                       |

### N 9122
| Модель                                      | Neoplan Airliner N 9122 |
| Габаритные размеры, длина / ширина / высота | 13280/3170/3000         |
| Колёсная база, мм                           | 6773                    |
| Клиренс, мм                                 | 122                     |
| Общая пассажировместимость, чел             | 116                     |
| Двигатель, название                         | MAN D0836 LOH           |
| Система контроля за выбросами, тип          | Евро-3                  |
| Мощность, кВт / л.с.                        | 162/220                 |
| Максимальная скорость, км / ч               | 120                     |

### N 9122 L
| Модель                                      | Neoplan Airliner N 9122 L |
| Габаритные размеры, длина / ширина / высота | 14720/3170/3000           |
| Колёсная база, мм                           | 8210                      |
| Клиренс, мм                                 | 120                       |
| Общая пассажировместимость, чел             | 136                       |
| Двигатель, название                         | MAN D0836 LOH             |
| Система контроля за выбросами, тип          | Евро-3                    |
| Мощность, кВт / л.с.                        | 162/220                   |
| Максимальная скорость, км / ч               | 125                       |